# Shades (musikalbum av Keith Jarrett)
Shades från 1976 är ett musikalbum med Keith Jarretts ”American Quartet” utökad med slagverkaren Guilherme Franco. Albumet är inspelat i december 1975 i Generation Sound Studios, New York.

## Låtlista
All musik är skriven av Keith Jarrett.
1. Shades of Jazz – 9:54
2. Southern Smiles – 7:52
3. Rose Petals – 8:56
4. Diatribe – 7:04

## Medverkande
- Keith Jarrett – piano, slagverk
- Dewey Redman – tenorsaxofon, maracas, tamburin
- Charlie Haden – bas
- Paul Motian – trummor, slagverk
- Guilherme Franco – slagverk